# Port de Tallinn
Port de Tallinn (en anglais : Port of Tallinn) est une société basée à Tallinn qui gère cinq ports en Estonie.

## Ports gérés
| Port                         | UN/LOCODE | Carte                                                        |
| ---------------------------- | --------- | ------------------------------------------------------------ |
| Port de passagers de Tallinn | EE VAN    | Carte interactive des ports (cliquer pour voir les détails). |
| Port de Paljassaare          | EE PAS    | Carte interactive des ports (cliquer pour voir les détails). |
| Port de Muuga                | EE MUG    | Carte interactive des ports (cliquer pour voir les détails). |
| Port Sud de Paldiski         | EE PLS    | Carte interactive des ports (cliquer pour voir les détails). |
| Port de Saaremaa             | EE SMA    | Carte interactive des ports (cliquer pour voir les détails). |

## Trafic annuel
Port of Tallinn a géré le trafic suivant,:
| Année                             | 2003 | 2004 | 2005 | 2006 | 2007 | 2008 | 2009 | 2010 |
| --------------------------------- | ---- | ---- | ---- | ---- | ---- | ---- | ---- | ---- |
| Passagers (millions)              | 5,86 | 6,74 | 7,01 | 6,76 | 6,51 | 7,25 | 7,26 | 7,96 |
| Marchandises (milliers de tonnes) | 34,9 | 37,4 | 39,5 | 41,3 | 36,0 | 29,1 | 31,6 | 36,7 |

| Année                             | 2011 | 2012 | 2013 | 2014 | 2017 (S1) | 2018 (S1) |
| --------------------------------- | ---- | ---- | ---- | ---- | --------- | --------- |
| Passagers (millions)              | 8,48 | 8,84 | 9,24 | 9,57 | 4,819     | 4,827     |
| Marchandises (milliers de tonnes) | 36,5 | 29,5 | 28,2 | 28,3 | 9,948     | 10,091    |

## Actionnaires
Au 2 avril 2020, les plus importants actionnaires de Port of Tallinn sont:
| # | Actionnaire                               | %      |
| - | ----------------------------------------- | ------ |
| 1 | Majandus- ja Kommunikatsiooniministeerium | 67.03% |
| 2 | JPMorgan Chase                            | 3.72%  |
| 3 | BERD                                      | 3.56%  |
| 4 | SEB Pank                                  | 2.47%  |
| 5 | LHV Pensionfond                           | 1.97%  |